# Раимбекски район
Раимбекски район (на казахски: Райымбек ауданы) е съставна част на Алматинска област, Казахстан, с обща площ 7401 км2 и население 40 081 души (по приблизителна оценка към 1 януари 2020 г.). Мнозинството от населението са казахи (98,7 %), следвани от руснаците (0,3 %).
Административен център е село Кеген.